# Франгулян Георгій Вартанович
Франгулян Георгій Вартанович(рос. Франгулян Георгий Вартанович 1945, Тбілісі) — російський скульптор і графік з кавказьким корінням.

## Життєпис
Народився у місті Тбілісі. Бабуся Франгуляна була піаністкою і в родині вітались мистецтва.
1956 року батьки перебрались до Москви на працю і життя. Хлопець мав математичні здібності і був влаштований до відомої у столиці фізико-математичної «Другої школи». Окрім поглибленого знання математики у школі фундаментально знайомили учнів з гуманітарним світовим надбанням. Серед викладачів школи — відомі московські педагоги — Володимир Рогов (знавець античності і творів Вільяма Шекспіра), Ізраїль Сивашинський (1909—1991) та Фелікс Раскольников (помер 1972 р.). Раскольников знайомив учнів школи з творами письменників, творче надбання котрих перебувало у СРСР під цензурною забороною, серед них і твори Ісаака Бабеля.
Фізико-математична школа мала власний шкільний театр. За ініціативи викладача Володимира Рогова у шкільному театрі була створена вистава «Філокрет» за твором Софокла. На учнів школи давньогрецька вистава справила враження, свідоцтвом чого була і скульптурка Філокрета, створена молодим Франгуляном.

## Навчання у Строгановському училищі
Прагнення стати скульптором переважило. Він наважився влаштуватися на навчання у Строгановське училище. В перший раз це не вдалося, позаяк молодик витрачав сили на опанування загальних дисциплін і мав недостатню підготовку у малюванні тощо. 1964 року він таки став студентом Строгановського художнього училища, бо наполегливо опановував малювання. В роки навчання в училищі брав участь у декількох місцевих і закордонних виставках, що сприяло його художньому досвіду і відомості у художніх колах.

## Графічні техніки
Автор багато працював над власними графічними техніками, серед котрих використання комбінацій різних графічних технік. Серед незвичних зразків — техніка малюнків з використанням воску. Техніка нагадує старовинну техніку енкавстики. Водночас він комбінував використання воску з графітовим олівцем, аквареллю, використанням туші і акварелі.

## Власна ливарна майстерня Франгуляна
Подією у житті скульптора стала участь у симпозіумі з ливарної техніки, що провели 1982 р. в тоді ще соціалістичній Угорщині. Угорщина і Чехія були найзаможнішими країнами у так званому соціалістичному таборі, у тій же Угорщині навіть була повністю реалізована житлова програма (практично всі родини отримали власне нове житло за місцевими стандартами, чого ніколи не спромоглись реалізувати у СРСР за 75 років). На якийсь час архітектура Угорщини займалась не вирішенням житлової проблеми, а творчими процесами. Помітними були і успіхи нової скульптурної школи Угорщини з використанням бронзи і ливарної технології.
Ситуація у СРСР була іншою, бо монополію на використання кольорових металів (а відтак і на бронзу для скульптур) мала тільки держава. Франгулян, що пристрасно бажав працювати з бронзою, порушив цю монополію і створив невелику власну (приватну) ливарню. Він отримав можливість працювати незалежно від державних замов і державної монополії на вироби з бронзи.

## Стилітика
Дотримується узагальненої і спрощеної стилістики у скульптурних монументах. Прихильники академічної манери у бронзі з детальною проробкою деталі і поверхні сприймають лише декотрі монументи Франгуляна як закінчені. Автор широко використовує відрив власних скульптур від побутовості і може розташувати фігуру персонажа на вулиці бруківці без будь-якого постаменту.
Узагальнена і спрощена стилістика цілком допустима у монументально-декоративних творах при огляді фігур з далекої відстані, коли важливі силует, а не деталі. Саме ці якості мають огрублені скульптури на новій споруді Академії наук у Москві.

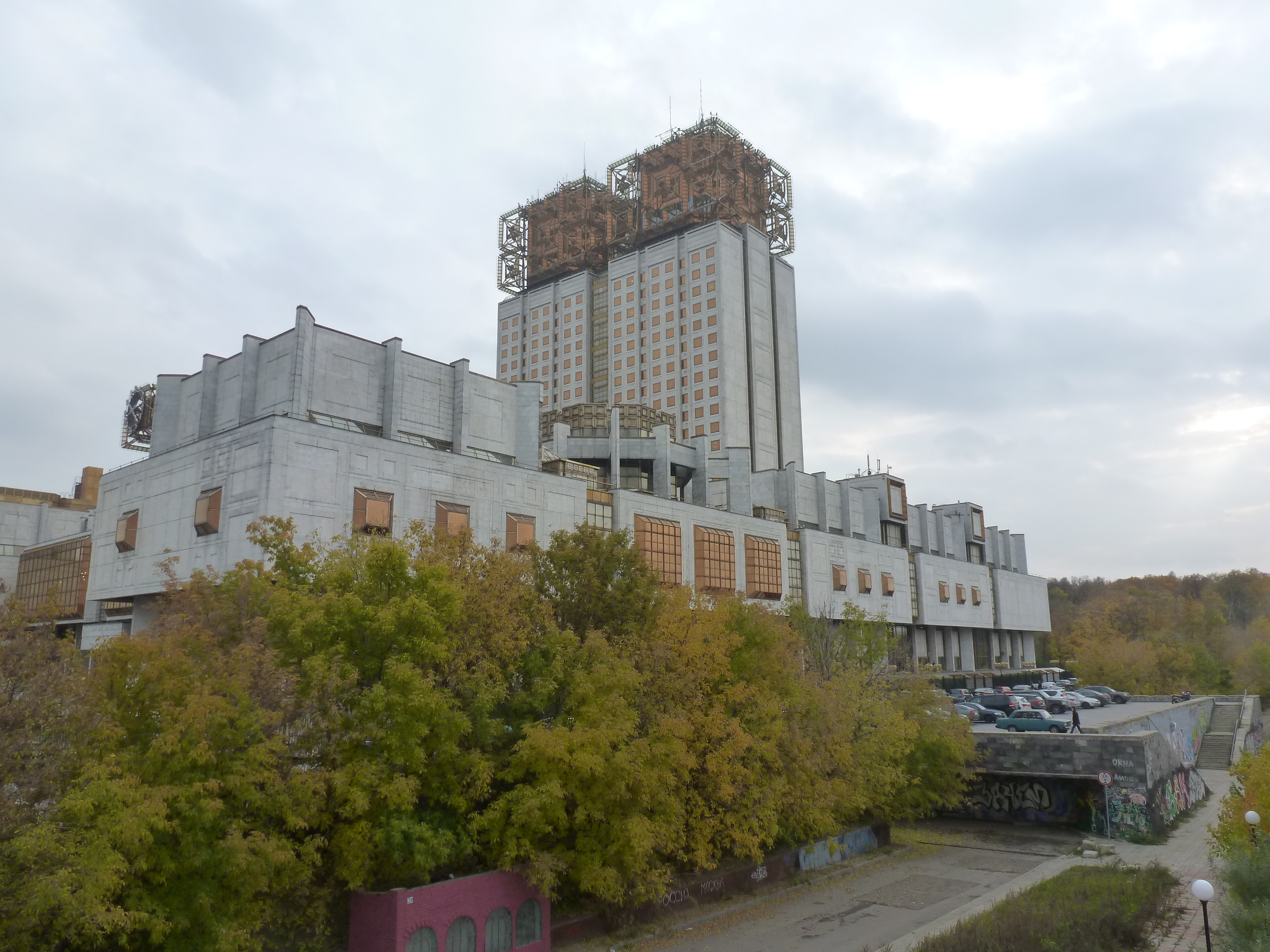
Нова споруда Академії наук у Москві.
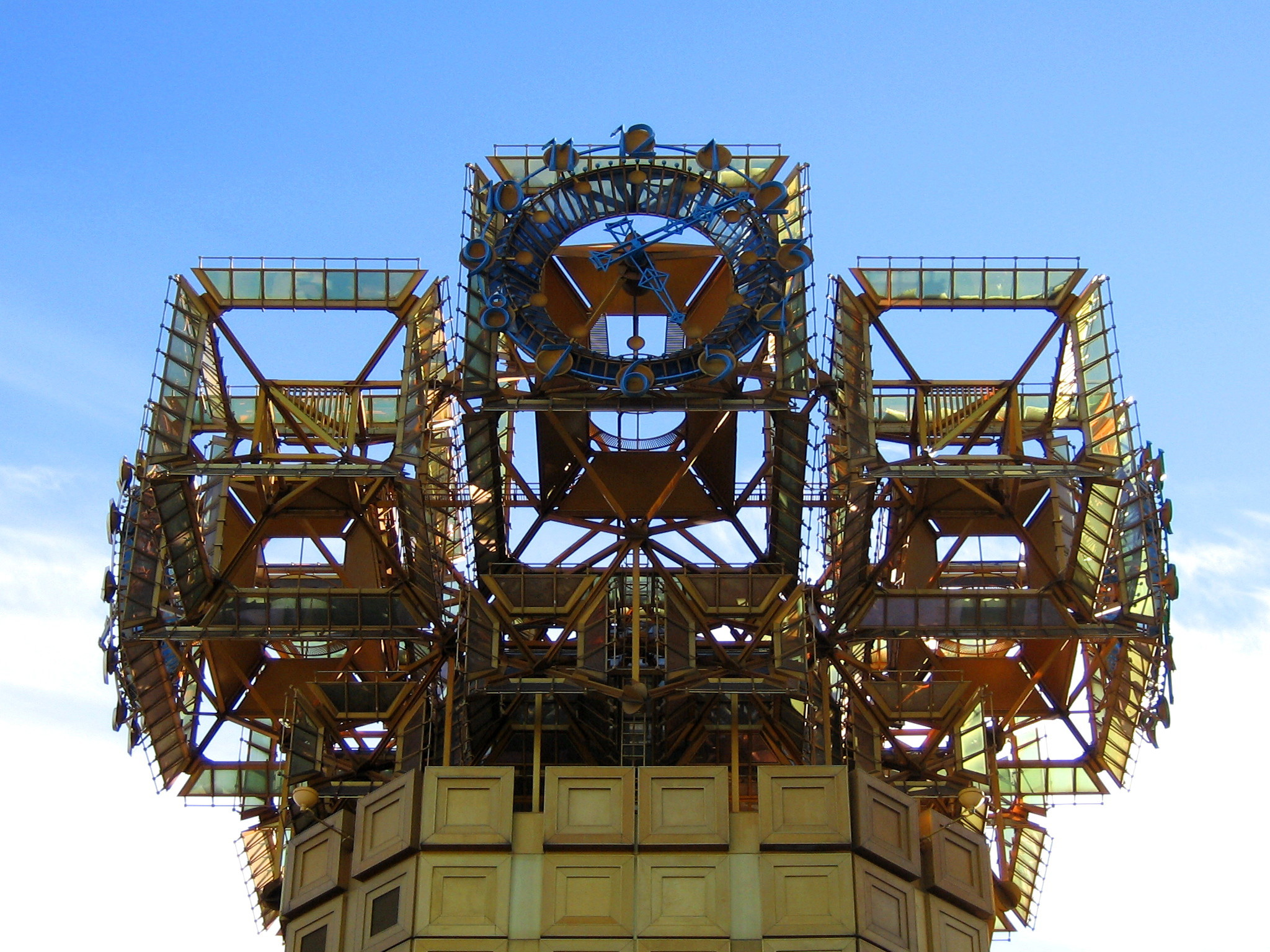
Велетенський годинник на даху вежі споруди Академії наук.

В узагальненій і спрощеній стилістиці була вирішена і чергова композиція монумента «Стіна скорботи» у пам'ять мільйонних жертв політичних репресій у СРСР для міста Москва. Стіна скорботи виконана у бронзі висотою у шість метрів, а її довжина — 35 метрів. Стіна — це низка силуетів невинних жертв політичних репресій без детальної проробки деталей. На рівні ґрунту створені порожні силуети людей, що дозволяє глядачам торкати стіну і грати з нею, ставати у порожні силуети, аби відчути, як друкували у періодичних виданнях «хрупкость собственной жизни под многотонным прессом беспощадной системы».

## Вибрані твори
- 1986 — фонтан «Кан і Єнісей», Зеленогорськ (бронза)
- 1990 — «Розп'яття» для собору св. Франциска, Равенна, Італія (бронза)
- 1994 — Алегоричні фігури, нова споруда Російської академії наук, Москва (бронза)
- 1998 — Монумент Петру I (Антверпен), Бельгия (бронза)
- 1999 — Монумент поету Олександру Пушкіну, (Брюссель), Бельгія (бронза)
- 2002 — Монумент московському поету Булату Окуджаві, Арбат, Москва (бронза)
- 2004 — Монумент російській імператриці Єлизаветі Петрівні, (Балтийськ), Росія (бронза)
- 2006 — Пам'ятник композитору Араму Хачатуряну, Москва, Брюсов провулок (бронза)
- 2011 — Пам'ятник російському президентові Борису Єльцину, (Екатеринбург), Росія (мармур)
- 2011 — Пам'ятник поету Йосифу Бродському (емігранту і лауреату Нобелівської премії з літератури), Москва (бронза)
- 2011 — Пам'ятник єврейському письменнику Ісааку Бабелю, Одесса, Україна (бронза)
- 2015 — Пам'ятник композитору Дмитру Шостаковичу, Москва (бронза)
- 2015 — Пам'ятник науковцю Альберту Ейнштейну, (Єрусалим), Ізраїль (бронза)
- 2015 — Перемога у конкурсі на створення монумента жертвам політичних репресій («Стіна скорботи»), Москва, Росія[4]